# Contra (Computerspielreihe)
Die Contra-Serie umfasst einige bekannte Spiele des Shoot-’em-up-Genres. Von 1987 bis 2004 wurden insgesamt zehn Spiele dieser Serie von Konami publiziert und bis auf Contra: Legacy Of War und C: The Contra Adventure auch entwickelt. Beheimatet im Arcade-Sektor, machten jedoch vor allem die Konsolenumsetzungen und später auch Exklusiventwicklungen die Spiele bekannt. Die Serie gilt als Wegbereiter für seitwärtsscrollende Shoot-em-up-Platformer („Run ’n’ Gun“). Bekannte Beispiele von Titeln, die auf dieser Spielform basieren, sind Metal Slug, Turrican oder Midnight Resistance.

## Spielablauf
Beim Spielprinzip „Run ’n’ Gun“ handelt es sich um eine Mischung aus Jump ’n’ run und Shoot ’em up. Der Spieler steuert eine Figur und versucht mit Hilfe von Schusswaffen zahlreiche angreifende Gegner abzuschießen. Obwohl die Priorität klar auf dem Schießen liegt, ist gleichzeitig eine gewisse Geschicklichkeit im Ausweichen von gegnerischen Geschossen gefragt. Konnte die Spielfigur in den japanischen Originalen noch zwei Treffer verschmerzen, führte in den amerikanischen und europäischen Versionen bereits ein Treffer zum Verlust eines Versuches (Leben). Dieser Umstand und die schier endlosen Gegnerscharen brachten der Serie den Ruf ein, besonders schwer oder gar unfair zu sein.
Üblicherweise hat der Spieler drei Leben, um das Spiel zu beenden. Wie in Umsetzungen von Arcade-Versionen üblich, kann der Spieler durch das Einsetzen sogenannter Continues das Spiel nach einer Niederlage fortsetzen. Im Gegensatz zu Automatenspielen, bei denen diese durch Einwerfen neuer Münzen erkauft werden, sind sie in den Konsolenspielen meist auf drei begrenzt.
Bei den Konsolenspielen ist es allerdings meist möglich, infolge der verschiedenen Schwierigkeitsgrade, die Leben und Continues zu erhöhen.
Einen Reiz der Spiele machen die Kämpfe gegen Endgegner aus. Diese füllen oft einen Großteil des Bildschirms aus und bestehen aus mehreren Teilen und/oder Stufen, in welche sie nach ausreichend Beschuss wechseln. Die Endgegner der Contra-Serie unterscheiden sich stark von denen anderer Spiele, was das Design betrifft.
Fast alle Spiele der Serie können von zwei Spielern gleichzeitig gespielt werden.

## Spiele
- Contra: Arcade (1987); Portierungen als Gryzor (indiziert) auf den Amstrad CPC, C64, Sinclair ZX Spectrum, PC (1988); Portierung auf das NES (1988); Europa/Australien als Probotector sowie eine Umsetzung für MSX2-Systeme (1989)[1].
- Super Contra: Arcade (1988); Portierung als Super C auf den Amiga 500, PC und dem NES (1990); Europa/Australien als Probotector II: Return of the Evil Forces; Wii Virtual Console (2007)
- Operation C: Game Boy (1991); Europa/Australien als Probotector
- Contra Spirits: Super Famicom (Februar 1992); Nordamerika (April 1992) als Contra III: The Alien Wars; Europa/Australien (November 1992) als Super Probotector – The Alien Rebels; Game Boy (1994) als Probotector 2; Wii Virtual Console (2007)
- Contra: Hard Corps: Sega Mega Drive (1994); Europa/Australien als Mega Probotector; Diese Version bot erstmals vier verschiedene Spielfiguren sowie an einigen Stellen im Spielverlauf die Möglichkeit, Entscheidungen zu treffen, die beeinflussten, welche Levels es noch zu absolvieren galt.
- Contra: Legacy Of War: Sony PlayStation, Sega Saturn (1996) Das Spiel wurde von Appaloosa Interactive entwickelt und unterscheidet sich von der üblichen Contra-Spielweise: Die Darstellung erfolgt mit einer Art isometrischen Sicht.
- C: The Contra Adventure: Sony PlayStation (1998); Das Spiel wurde ebenfalls von Appaloosa Interactive entwickelt. Die Darstellung des Vorgängers wurde zum Teil beibehalten. Jedoch werden auch seitwärtsscrollende und „top-down“-Darstellungen (vgl. Commando) verwendet.
- Contra: Shattered Soldier: PlayStation 2 (2002); Shattered Soldier kehrt zur seitlichen Ansicht des Geschehens zurück, nutzt die dreidimensionale Darstellung der Umgebung jedoch oft, um beispielsweise 90°-Drehungen der Levels hervorzuheben. Viele Levelstellen und Endgegner aus früheren Contra-Teilen wurden in das Spiel integriert.
- Contra Advance: The Alien Wars EX: Game Boy Advance (2002); Das Spiel ist eine Portierung von Contra III: The Alien Wars. Konami tauschte jedoch die Levels in Vogelperspektive mit Spielabschnitten aus Contra: Hard Corps.
- Neo Contra: PlayStation 2 (2004); Neo Contra ist genau wie das PlayStation-Vorbild kein Sidescroller, sondern wird in der Draufsicht gespielt. Der Schwierigkeitsgrad ist Contra-untypisch relativ leicht ausgefallen, aber dennoch hält er ein konstantes Level. Auch wenn man die meiste Zeit in einer frei begehbaren Umgebung herumlaufen kann, wurden hier und da einige 2D-Umgebungen eingebaut.
- Contra 4: Nintendo DS (2007); J2ME (Mobiltelefone); Contra 4 wurde im Zuge des 20-jährigen Jubiläums der Serie entwickelt und bietet klassisches Gameplay. Außer dem Einsatz des Doppelbildschirms gibt es keinerlei DS-Features, die genutzt werden.
- Contra ReBirth: Wii WiiWare (2009); ähnlich wie Contra 4 im klassischen 2D-Stil. Mit 2-Spieler-Modus.
- Hard Corps: Uprising: PlayStation 3, Xbox 360 (2011)
- Gryzor (Contra) Evolution: Arcade, iOS (2013)
- Contra: Rogue Corps: PC, Playstation 4, Nintendo Switch, Xbox One (2019)
- Contra: Operation Galuga: PC/Steam, Playstation 4, Playstation 5, Nintendo Switch, Xbox (2024)

Im Juni 2019 erschien eine Contra Anniversary Collection für PlayStation 4 (PSN), Xbox Live, Nintendo Switch und PC (Steam). Enthalten sind: Contra (Arcade-Version), Super Contra, Contra (Nordamerika-Version), Contra (japanische Version), Super C, Contra III: The Alien Wars, Operation C, Contra Hard Corps, Probotector, Super Probotector.
Per Update wurden weitere japanische Versionen nachgeliefert.

## Probotector
Die Konsolenumsetzungen von Contra bis Contra: Hard Corps wurden in Europa und Australien unter dem Namen Probotector veröffentlicht. Mit der Namensänderung überein ging ein Austauschen der menschlichen Spielfiguren mit Robotern. Diese Änderung erfolgte vermutlich, um eine Indizierung durch die BPjS zu verhindern.